# Liljeholmen (metrostation)
Liljeholmen is een metrostation in de Zweedse hoofdstad Stockholm in het stadsdeel Hägersten-Liljeholmen bij de zuidelijke splitsing van de rode route. Het ligt op 3,4 spoorkilometer van het centraal gelegen metrostation Slussen.
Het station werd op 5 april 1964 geopend als onderdeel van het eerste deel van de rode route. Destijds was er sprake van een station in de openlucht met twee perrons en een toegangsgebouw aan de zuidkant met een klein busstation In het begin van de 21e eeuw werd het station geheel overbouwd met op het dak een plein met woningen en winkels. Naast de bestaande perrons kwam een derde perron en het eerste ondergrondse busstation van SL. Aan de noordkant van het perron is een nieuwe toegangshal gebouwd met een ingang bij de halte van de Tvärbanan en een ingang aan de winkelstraat. Vanuit het station loopt een overdekte passage naar de lift bij de Nybohovsberget.
De verkeersleiding van de rode route is gevestigd bij Liljeholmen en ten zuiden van de perrons begint de toerit naar het depot van de rode route. Het depot ligt bovengronds ten zuiden van de Nybohovsheuvel. De doorgaande sporen splitsen ten zuiden van het station in een tak naar Fruängen, lijn T14 en Norsborg, lijn T13. Aanvankelijk was T13 een zijlijntje met twee stations maar door verlengingen is dit inmiddels de langste van de twee takken. Het station is met 29.600 reizigers per dag het zevende station van de Stockholmse metro.
Het station is opgesierd met betonreliëfs van kunstenaar Carl-Axel Lunding en een lichtspel met natuurlijk- en kunst-licht door prisma's, glasmozaïeken, lichtdiodes en verlichte zuilen.

## Galerij

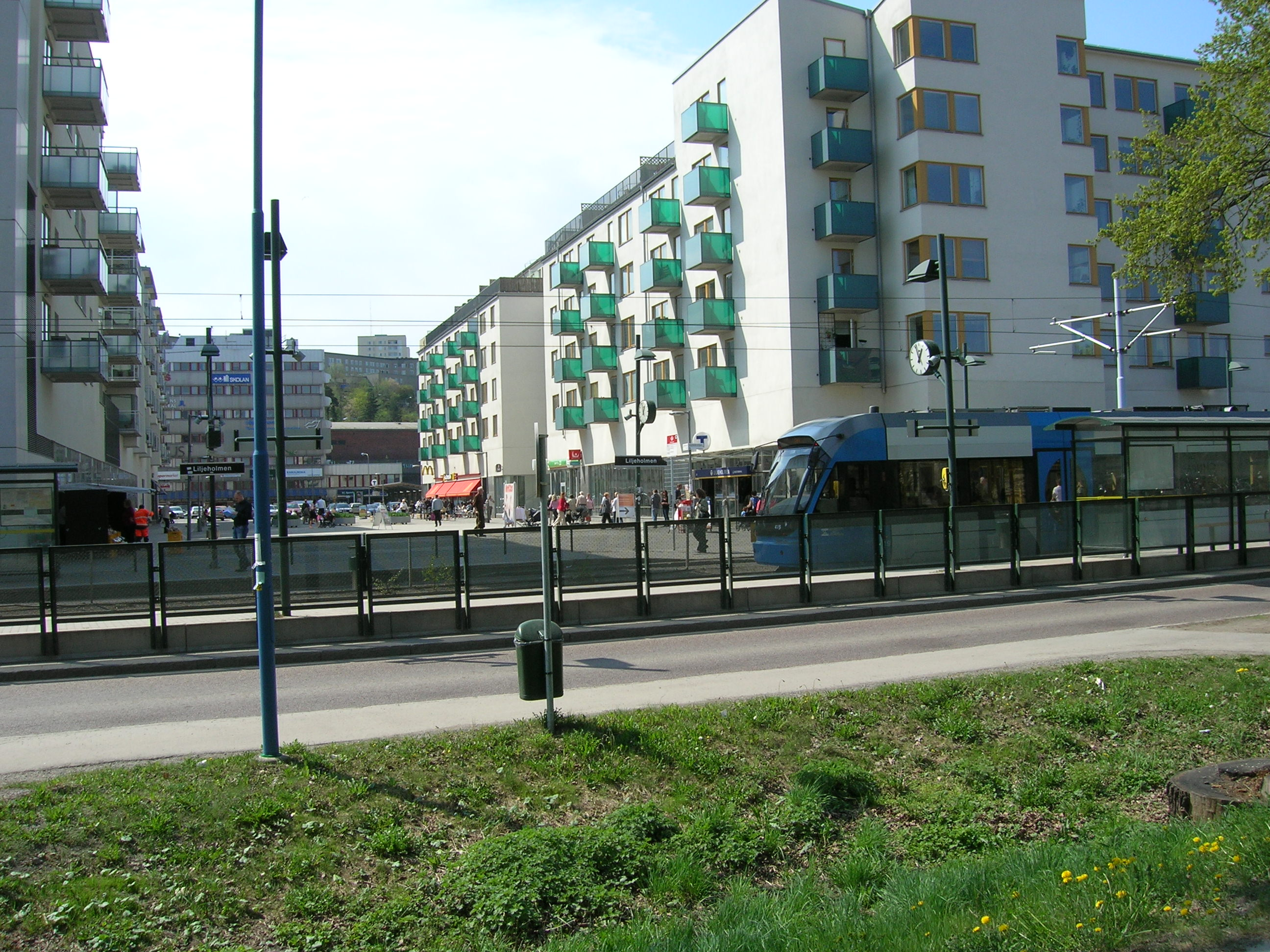
De noordelijke ingang bij de halte van de Tvärbanan
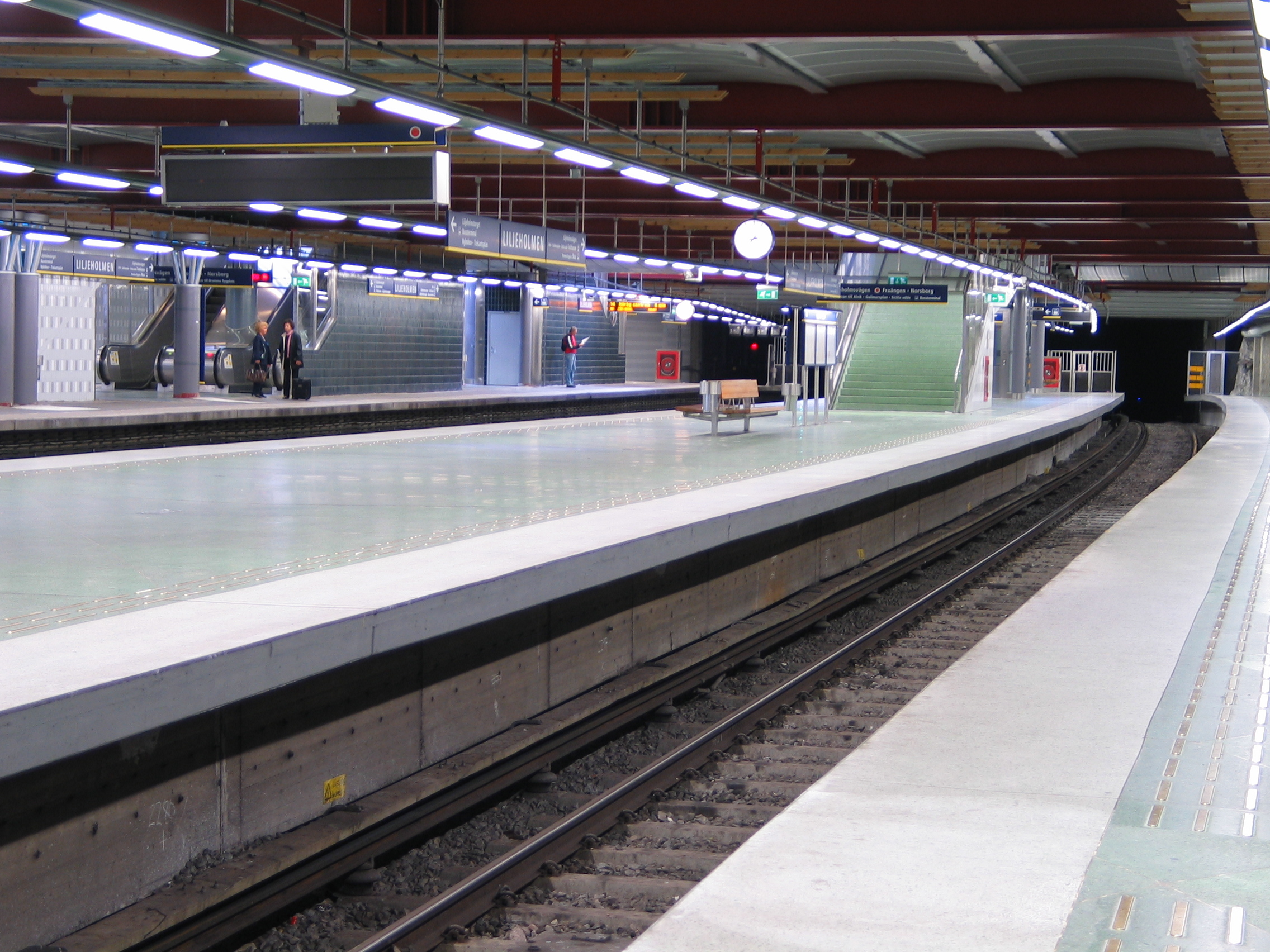
Blik vanaf het "nieuwe" perron richting het centrum
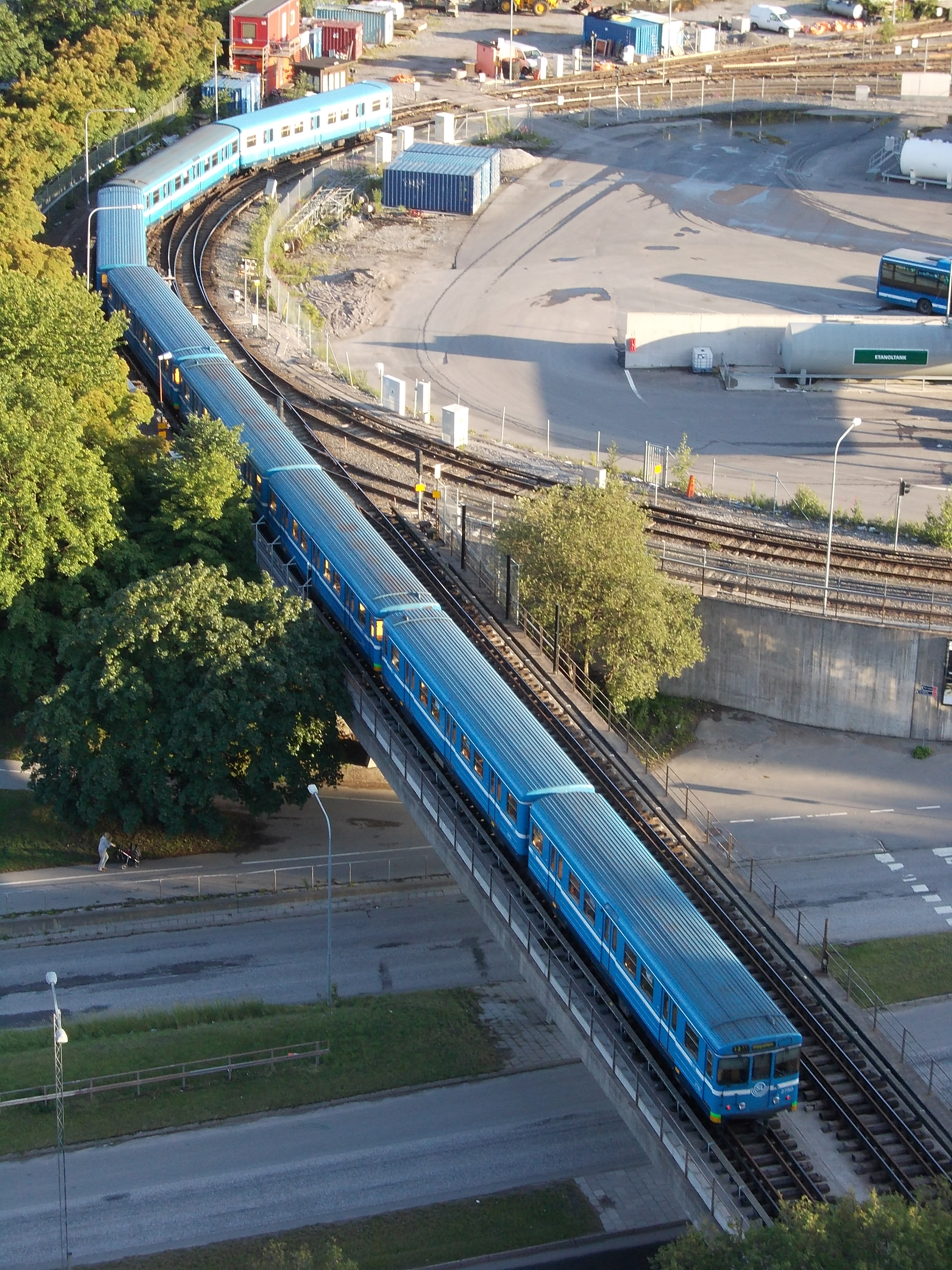
Metro rijdt het depot van de rode route binnen

Norsborg ·
Hallunda ·
Alby ·
Fittja ·
Masmo ·
Vårby gård ·
Vårberg ·
Skärholmen ·
Sätra ·
Bredäng ·
Mälarhöjden ·
Axelsberg ·
Örnsberg ·
Aspudden ·
Liljeholmen ·
Hornstull ·
Zinkensdamm ·
Mariatorget ·
Slussen ·
Gamla Stan ·
T-Centralen ·
Östermalmstorg ·
Karlaplan ·
Gärdet ·
Ropsten
Fruängen·
Västertorp·
Hägerstensåsen·
Telefonplan ·
Midsommarkransen ·
Liljeholmen ·
Hornstull ·
Zinkensdamm ·
Mariatorget ·
Slussen ·
Gamla Stan ·
T-Centralen ·
Östermalmstorg ·
Stadion ·
Tekniska högskolan ·
Universitetet ·
Bergshamra ·
Danderyds sjukhus ·
Mörby centrum